# Cholula
För andra betydelser, se Cholula (olika betydelser).

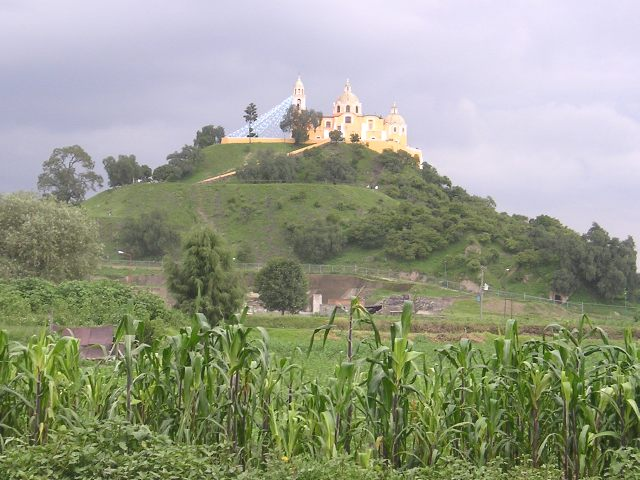
Kyrkan Nuestra Señora de remedios på toppen av Stora pyramiden i Cholula.

Cholula de Rivadavia (eller Cholula, kort och gott) är en stad i delstaten Puebla i centrala Mexiko, 15 kilometer väster om staden Puebla, på 2135 meter höjd över havet. Stadsområdet är uppdelat i två kommuner, San Andrés Cholula och San Pedro Cholula, vilka båda ingår i Pueblas storstadsområde och har 85 751 invånare (2007),  med totalt 117 357 invånare (2007) i hela kommunen på en yta av 78 km².

## Katolska kyrkor
Initialt fanns en ambition hos de katolska erövrarna att uppföra lika många kyrkor i staden, 365 stycken, antingen en för var dag under ett år eller i stället ovanpå vart och ett av de förcolumbianska hedniska tempel som fanns där innan. I själva verket finns där "bara" trettiosju kyrkor eller 159, om alla små kapell inklusive de på lokala haciendas och rancher räknas in.

## Historik
Då Hernán Cortés, Mexikos conquistador, anlände till Cholula 1519, såg han aztekerrikets näst största stad med gissningsvis 100 000 invånare. Förutom Quetzalcoatl-templet och en mängd palats hade staden 365 tempel. Efter erövringen svor Hernán Cortés på att bygga lika många kyrkor som det fanns hedniska tempel, något som han alltså inte gick i land med. 1531 grundlades i stället staden Puebla i öster, och den nya staden kom snart att lämna Cholula i skuggan.

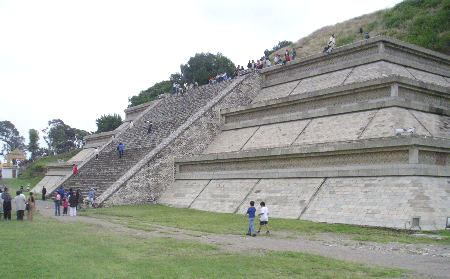
En mindre del av pyramiden har restaurerats.

## Förkolumbiansk bebyggelse
Cholula, som på nahuatl heter Acholōllān, var en viktig ort under förkolumbiansk tid, och dess historia går minst tillbaka 100 år före vår tideräknings början. Dessförinnan var Cholula en by under flera tusen år. 
Under den tiden när Mesoamerika dominerades av Teotihuacan, var Cholula ett viktigt centrum och Cholula ser ut att ha undgått det förfall Teotihuacan fick på 700-talet. Även för toltekerna var Cholula ett viktigt centrum, och under aztekerna blev furstarna välsignade och krönta av prästerna i Cholula som ett tecken på sin härskarstatus.
San Pedro Cholula är nu en viktig arkeologisk lokal med många historiska byggnader, bland annat den stora pyramiden i Cholula. Med sin bas på 450×450 meter och en höjd av 66 meter utgör den världens största monument, med en uppskattad totalvolym på 4,45 miljoner kubikmeter. Den är inte ens hälften så hög som Cheopspyramiden i Egypten, men den är volymmässigt större.